# Nodaviride
Nodaviridele (Nodaviridae) sunt o familie de virusuri cu genom ARN monocatenar liniar cu sens + care cuprinde două genuri: Alphanodavirus, virusuri izolate numai la insecte și Betanodavirus, virusuri izolate la pești marini juvenili  la care provoacă o necroza nervoasă virală sau o encefalopatie și retinopatie virală.